# Корпонай Тиберій Тиберійович
Тиберій Тиберійович Корпонай (15 липня 1958, Буй — 5 січня 2021) — радянський футболіст, що грав на позиції захисника та півзахисника. Відомий за виступами за українські клуби «Говерла», «Авангард», «Кремінь» та «Торпедо» (Луцьк). По завершенні ігрової кар'єри — український футбольний тренер, більшу частину тренерської кар'єри присвятив кременчуцькому «Кременю».

## Клубна кар'єра
Тиберій Корпонай народився у місті Буй Костромської області, де на той час проживали його батьки. Пізніше сім'я повернулась до Закарпаття, де Тиберій і розпочав займатися футболом у сільській команді разом із своїми рідними братами Адальбертом та Іваном. Розпочав свою футбольну кар'єру в командах майстрів Тиберій Корпонай у команді з молдавського містечка Дрокія «Сперанца» у 1976 році. Наступного року Тиберія призвали до лав Радянської Армії, де він виступав за спортивний клуб Львівського вищого військово-політичного училища, який виступав у турнірах команд колективів фізкультури. Після демобілізації з армії Тиберій Корпонай отримав запрошення від клубу з обласного центру Закарпаття — ужгородської «Говерли». В Ужгороді Корпонай виступав протягом одного сезону, і вирішив перейти до ровенського «Авангарда». Успішна гра молодого футболіста звернула на себе увагу тренерського штабу львівських «Карпат», що грали на той час у вищій союзній лізі, і Тиберій Корпонай вирішив спробувати свої сили у львівському клубі, але зіграв за «Карпати» лише один кубковий матч, і вирішив повернутись до Рівного, де провів ще два роки. У 1983 році футболіст отримав запрошення від сильнішого на той час клубу — чернівецької «Буковини», і виступав там протягом року, після чого повернувся до Ужгорода в команду, що на той час носила назву «Закарпаття». В Ужгороді Тиберій Корпонай виступав до кінця 1986 року, а потім перейшов до луцького «Торпедо», де грав разом із братом Адальбертом. У 1988 році Тиберій Корпонай повертається до Закарпаття, де грав за аматорський на той час клуб «Приладист» із Мукачевого. У 1989 році приймає запрошення кременчуцького «Кременя», де знову грав із братом Адальбертом, і після року виступів за «Кремінь» завершив кар'єру гравця.

## Тренерська кар'єра
Після невеликої перерви по закінченні кар'єри гравця Тиберій Корпонай увійшов до тренерського штабу кременчуцького «Кременя» — останньої команди у своїй професійній кар'єрі футболіста. До вересня 1993 був одним із тренерів команди, а після відставки Бориса Стрельцова уперше очолив кременчуцьку команду, і керував її діями до кінця 1993 року, до приходу на тренерський місток Євгена Рудакова. Після відставки Рудакова вдруге очолив команду у квітні 1995 року, але покращити результати команди не зумів, і за два місяці повернувся до виконання обов'язків тренера. У серпні 1995 року, після відставки Анатолія Скурського, Тиберій Корпонай знову очолив «Кремінь». За час тренерської кар'єри відзначався надмірною емоційністю, є навіть свідчення очевидців, що в перерві футбольного матчу він побив головного арбітра матчу. За час тренерської кар'єри в «Кремені» неоднократно керував діями на полі свого рідного брата Адальберта, а матч із тернопільською «Нивою» увійшов у історію українського футболу як матч, у якому брали участь троє рідних братів: на футбольному полі зійшлись двоє братів — Адальберт у складі «Кременя» та Іван у складі «Ниви», а ще один брат — Тиберій — керував діями однієї з команд («Кременя») як тренер. (другий такий матч відбувся у 1997 році, коли Тиберій входив до тренерського штабу СК «Миколаїв», де грав також молодший брат Іван, а Адальберт гра у складі вінницької «Нива», і цей матч також завершився внічию). Незважаючи на зусилля та емоції Корпоная, команда до зимової перерви 1995 року скотилась на 16 місце в турнірній таблиці, і керувати діями кременчуцької команди покликали Валерія Яремченка, який з допомогою групи колишніх футболістів донецького «Шахтаря» зумів підняти «Кремінь» на 9 місце в турнірній таблиці. Але до цього часу Тиберія Корпоная уже не було в Кременчуці — він повернувся до Закарпаття і очолив друголіговий клуб «Карпати» з Мукачевого. За рік Тиберій Корпонай увійшов до тренерського штабу СК «Миколаїв», де працював протягом року. Далі Тиберій Корпонай працював у ДЮСШ міста Мукачево. Помер Тиберій Корпонай 5 січня 2021 року.

## Цікавий факт
Під час роботи та проживання в Кременчуку Тиберій Корпонай очолював полтавську обласну організацію Демократичної партії угорців України.